# Hoàng Đế
Hoàng Đế (Trung phồn thể: 黃帝, Trung giản thể: 黄帝, bính âm: huángdì), còn gọi là Hiên Viên Hoàng Đế (軒轅黃帝), là một vị quân chủ huyền thoại và là anh hùng văn hoá của Văn minh Trung Hoa, được coi là thủy tổ của mọi người Hán. Chữ Hoàng (黃) ở đây hàm nghĩa sắc vàng, là màu biểu trưng cho hành Thổ. Hiểu nôm na "Hoàng Đế" là "Vua Vàng", khác với Hoàng (皇) trong Hoàng đế, là danh xưng của các quân chủ kể từ thời nhà Tần (xem bài Tần Thủy Hoàng).
Hoàng Đế thường được coi là một trong Tam Hoàng hoặc Ngũ Đế. Theo huyền sử Trung Quốc, ông trị vì trong khoảng 2698 TCN đến 2599 TCN và là người sáng lập ra nền văn minh Trung Quốc. Theo truyền thuyết, việc ông rút về phía tây tại trận Trác Lộc (涿鹿) đánh thủ lĩnh Xi Vưu là cái mốc hình thành người Hán.

### Chiến tranh với Xi Vưu

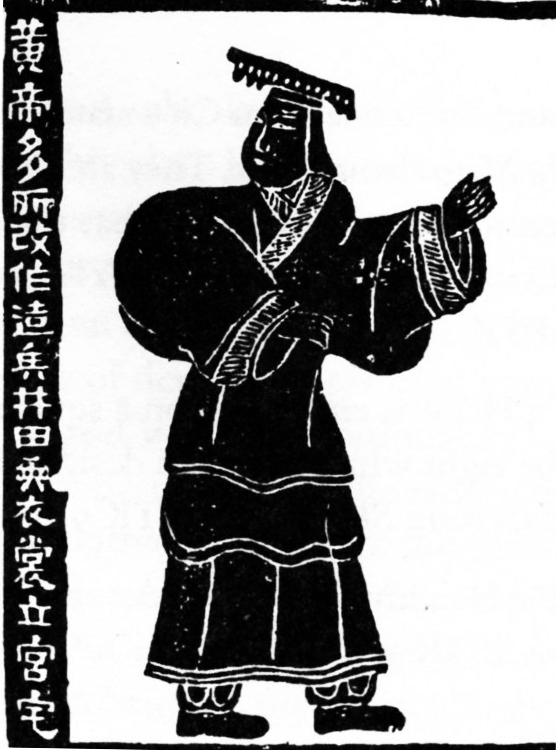
Tranh vẽ Hoàng Đế trong một ngôi mộ thế kỷ II.

### Thành tựu

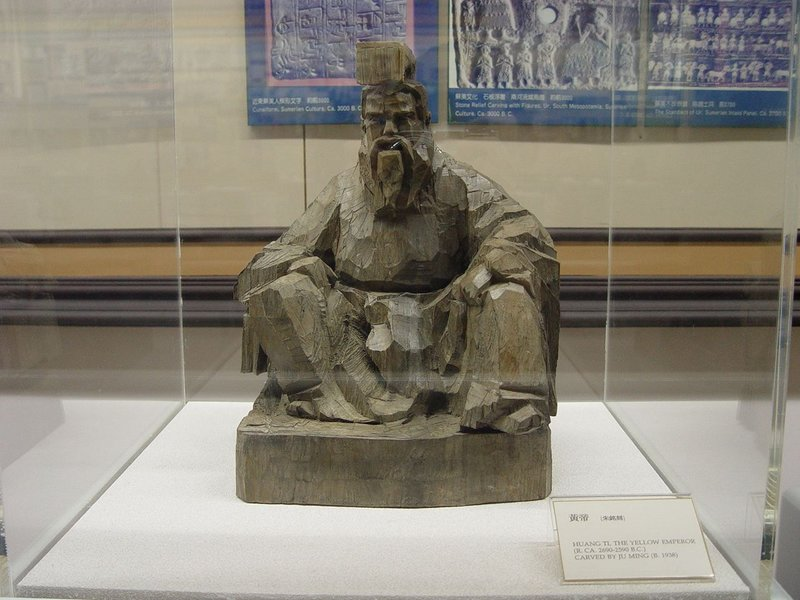
Tượng Hoàng Đế ở viện bảo tàng Cố Cung, Tử Cấm Thành, Bắc Kinh.

## Tầm quan trọng của Hoàng Đế

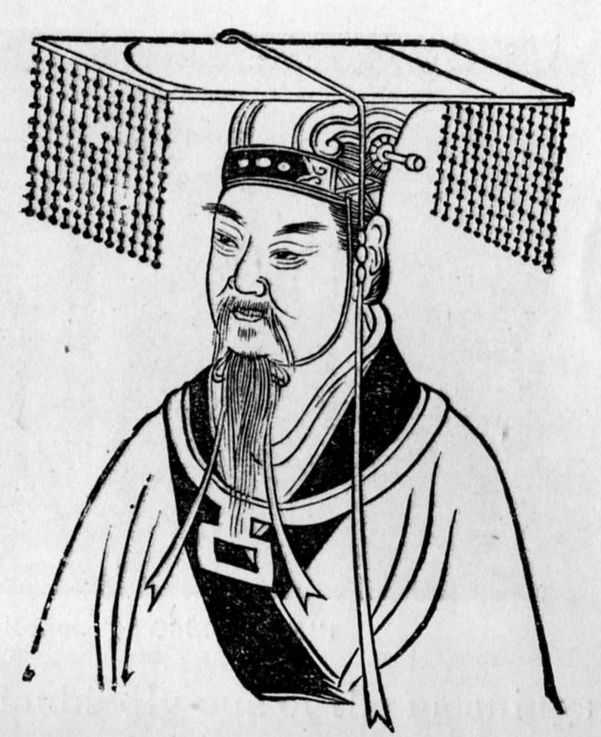
Hoàng Đế.